# Michael Power
Michael Power, född 9 maj 1976, är en friidrottare från Australien. Han deltog vid olympiska sommarspelen 2000.